# Ovidiu
Ovidiu – miasto w Rumunii, w okręgu Konstanca. Liczy 14 tys. mieszkańców (2006).